# Guglielmo Peraldo

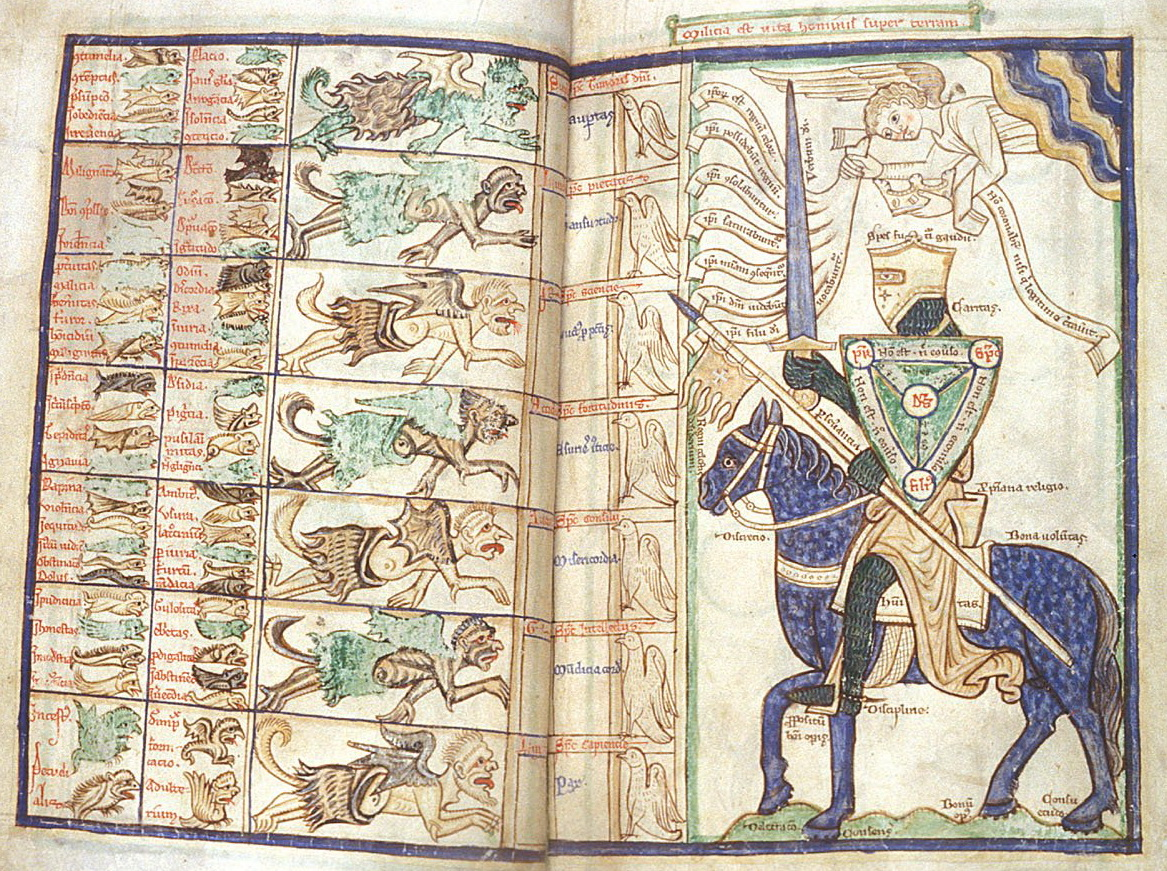
Elaborata miniatura di un manoscritto del XIII secolo della Summa de virtutibus et vitiis o Summa vitiorum, che mostra un cavaliere idealizzato protetto dallo Scudo della Trinità pronto a combattere contro i sette peccati capitali.

Guglielmo Peraldo, o Perrault (in latino Peraldus o Peraltus; Peyraud, 1190 circa – Lione, 1271), è stato un presbitero e teologo francese.

## Biografia
Nacque a Peyraud. Studiò all'Università della Sorbona di Parigi e lì, attratto alla vita religiosa forse dalla predicazione di Giordano di Sassonia, fu accolto nell'Ordine Domenicano.
Si pensa che Peraldo fosse piuttosto avanti negli anni quando prese i voti, sebbene non si conosca la data precisa della sua vestizione. Entrò nell'ordine a Parigi, ma fu destinato, secondo un'usanza allora frequente, al convento di Lione, dove trascorse la sua vita contemplativa e attiva. La sua opera principale, la Summa de vitiis et de virtutibus (la parte sulla dottrina dei vizi scritta intorno al 1236, quella sulle virtù composta prima del 1249), è giunta a noi in oltre cento manoscritti e fu stampata più volte dal XV al XVII secolo. Quest'opera fu tradotta in italiano, francese, tedesco e olandese nei secoli XIV e XV. essendo un manuale di teologia morale. Guglielmo scrisse numerosi sermoni sulle epistole tra il 1240 e il 1245, sui vangeli prima del 1259 e sulle festività religiose dal 1254 al 1259. Molto diffusi furono anche il De professione monachorum (1259/60), il De eruditione religiosorum libri VI (1260/65) e il De eruditione principum (1265 circa). Quest'ultimo fu stampato nel XVI secolo insieme alle opere di Tommaso d'Aquino e tradotto in francese antico, italiano e tedesco. Dal 1261 al 1266 fu priore del convento domenicano di Lione.
Durante l'episcopato di Filippo I di Savoia, molto assente per la molteplicità dei suoi compiti, Guglielmo fu incaricato di amministrare la diocesi; ciò gli valse nella Gallia Christiana di essere chiamato covescovo, anche se non sembra aver ricevuto l'unzione episcopale. Morì nel 1271 a Lione.

## Opere
- Summa de virtutibus et vitiis (Cologne, 1497, 1618, 1629; Venice, 1492, 1497; Rome, 1557; Lyons, 1668)
- Sermones de tempore et de sanctis, sotto il nome di Guglielmo III di Parigi (Paris, 1494; Cologne, 1629)
- De eruditione seu de institutione religiosorum (Paris, 1512; Louvain, 1575; Lyons, 1585)
- De regimine principum, nell'edizione romana del 1570 attribuito a Tommaso d'Aquino e del quale in realtà l'aquinate scrisse una parte: Speculum religiosorum seu institutionum vitae spiritualis, che comparve sotto il nome di Humbert de Romans, maestro dell'ordine dei frati predicatori.